# Wzór Larmora

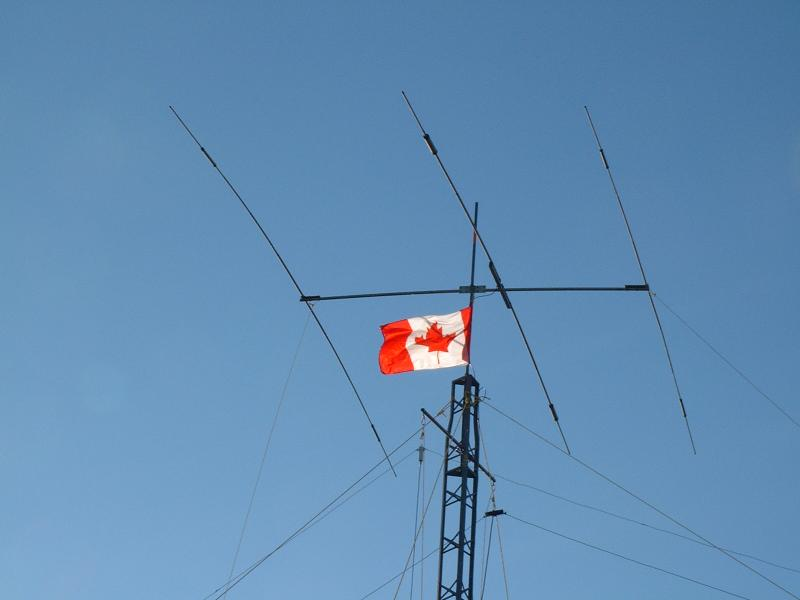
Antena Yagi-Uda. Fale radiowe są emitowane z anteny poprzez przyspieszenie elektronów w tejże antenie. W tym koherentnym zjawisku całkowita moc wypromieniowana jest wprost proporcjonalna do kwadratu ilości przyspieszanych elektronów.

Wzór Larmora – wzór określający całkowitą moc wypromieniowaną przez nierelatywistyczny punkt posiadający ładunek elektryczny, kiedy przyspiesza bądź zwalnia. Znajduje zastosowanie w dziedzinie fizyki zwanej elektrodynamiką; nie dotyczy natomiast innego zjawiska nazwanego od tego samego uczonego, precesji Larmora w zjawisku klasycznego rezonansu magnetycznego. Wzór ten został wprowadzony po raz pierwszy przez J.J. Larmora w 1897 roku w kontekście teorii falowej natury światła.
Kiedy naładowana cząstka (przykładowo elektron bądź proton) przyspiesza, emituje energię w postaci fali elektromagnetycznej. Dla prędkości, które są małe w stosunku do prędkości światła, całkowitą wypromieniowaną moc określa wzór Larmora:
{\displaystyle P={\frac {2}{3}}{\frac {q^{2}a^{2}}{4\pi \varepsilon _{0}c^{3}}}={\frac {q^{2}a^{2}}{6\pi \varepsilon _{0}c^{3}}}\quad {}} (w jednostkach SI),
{\displaystyle P={\frac {2}{3}}{\frac {q^{2}a^{2}}{c^{3}}}\quad {}} (w jednostkach cgs),
gdzie:
- {\displaystyle a} – przyspieszenie cząstki,
- {\displaystyle q} – ładunek elektryczny cząsteczki,
- {\displaystyle c} – prędkość światła w próżni.

Relatywistyczne uogólnienie jest opisane przez potencjał Liénarda-Wiecherta.
W każdym systemie jednostkowym, moc wypromieniowana przez pojedynczy elektron może zostać wyrażona w dziedzinie promienia i masy elektronu jako:
{\displaystyle P={\frac {2}{3}}{\frac {m_{e}r_{e}a^{2}}{c}}.}

## Wyprowadzenie
Najpierw należy wprowadzić formułę pola elektrycznego i magnetycznego:
{\displaystyle \mathbf {E} (\mathbf {r} ,t)=q\left({\frac {\mathbf {n} -{\boldsymbol {\beta }}}{\gamma ^{2}(1-{\boldsymbol {\beta }}\cdot \mathbf {n} )^{3}R^{2}}}\right)_{\mathrm {ret} }+{\frac {q}{c}}\left({\frac {\mathbf {n} \times [(\mathbf {n} -{\boldsymbol {\beta }})\times {\dot {\boldsymbol {\beta }}}]}{(1-{\boldsymbol {\beta }}\cdot \mathbf {n} )^{3}R}}\right)_{\mathrm {ret} }}
oraz
{\displaystyle \mathbf {B} =\mathbf {n} \times \mathbf {E} ,}
gdzie:
- {\displaystyle {\boldsymbol {\beta }}} – prędkość podzielona przez c,
- {\displaystyle {\dot {\boldsymbol {\beta }}}} – przyspieszenie podzielone przez c,
- {\displaystyle \mathbf {n} } – wektor jednostkowy o kierunku takim jak kierunek wektora {\displaystyle \mathbf {r} -\mathbf {r} _{0},}
- {\displaystyle R} = {\displaystyle \mathbf {r} -\mathbf {r} _{0}}
- {\displaystyle \mathbf {r} _{0}} – miejsce ładunku,
- {\displaystyle \gamma =(1-\beta ^{2})^{-1/2}.}

Wielkości po prawej stronie zależności są określane w czasie opóźnionym o czas dotarcia fali do określonego miejsca równy:
{\displaystyle t_{\text{r}}=t-R/c.}
Po prawej stronie równania jest suma pola elektrycznego związanego z prędkością i przyspieszeniem naładowanej cząstki. Pole prędkości zależy tylko od {\displaystyle {\boldsymbol {\beta }},} a pole przyspieszenia zależy od obu {\displaystyle {\boldsymbol {\beta }}} i {\displaystyle {\dot {\boldsymbol {\beta }}}} oraz kąta między nimi. Ponieważ pole prędkości jest proporcjonalne do {\displaystyle R^{-2},} więc maleje bardzo szybko wraz ze wzrostem odległości. Z drugiej strony pole przyspieszenia jest proporcjonalne do {\displaystyle R{-1},} co oznacza, że maleje znacznie wolniej ze wzrostem odległości.
Można znaleźć gęstość strumienia energii pola promieniowania, obliczając jego wektor Poyntinga:
{\displaystyle \mathbf {S} ={\frac {c}{4\pi }}\mathbf {E} _{\text{a}}\times \mathbf {B} _{\text{a}},}
gdzie indeksy „a” podkreślają, że bierzemy tylko pole przyspieszenia. Podstawienie do wzoru zależności między polem magnetycznym i elektrycznym przy założeniu, że cząsteczka natychmiast spoczywa w czasie {\displaystyle t_{\text{r}},} w uproszczeniu daje:
{\displaystyle \mathbf {S} ={\frac {q^{2}}{4\pi c}}\left|{\frac {\mathbf {n} \times (\mathbf {n} \times {\dot {\boldsymbol {\beta }}})}{R}}\right|^{2}\mathbf {n} .}
Jeśli kąt między przyspieszeniem a wektorem obserwacyjnym oznaczy się przez {\displaystyle \theta } i wprowadzi przyspieszenie {\displaystyle \mathbf {a} ={\dot {\boldsymbol {\beta }}}c,} wtedy moc emitowana na jednostkę kąta bryłowego jest równa:
{\displaystyle {\frac {dP}{d\Omega }}={\frac {q^{2}}{4\pi c}}{\frac {\sin ^{2}(\theta )\,a^{2}}{c^{2}}}.}
Całkowitą moc promieniowania można uzyskać poprzez całkowanie tej wartości po wszystkich kątach, daje nam to formułę całkowitą wzoru Larmora:
{\displaystyle P={\frac {2}{3}}{\frac {q^{2}a^{2}}{c^{3}}}.}